# Антистии
Анти́стии (лат. Antistii) — старинный римский плебейский род. Согласно Дионисию Галикарнасскому, некий Антистий Петрон из Габиев вынужден был заключить с Римом договор во времена правления Луция Тарквиния, последнего римского царя. Эта легенда, возможно, указывает на происхождение Антистиев из Габиев, одного из древних полисов Лациума, находящегося в 15 км от Рима, который входил в состав т. наз. латинского союза.
Мужская форма имени — Антистий (лат. Antistius), женская форма — Антистия (лат. Antistia).

## Известные представители
- Тиберий Антистий, народный трибун 422 до н. э.;
- Авл Антистий, народный трибун 420 до н. э.;
- Луций Антистий, консулярный трибун 379 до н. э.;
- Марк Антистий, народный трибун 319 до н. э.;
- Луций Антистий Грагул, монетный триумвир около 124 года до н. э.;
- Луций Антистий Регин, плебейский трибун 103 до н. э.;
- Гай Антистий, сын Гнея (II в. до н. э[4].), муниципальный магистрат, имя которого фигурирует в одной надписи, обнаруженной в Тибуре и датируемой промежутком между 150 и 101 годами до н. э[5].;
- Луций Антистий[6], обвинитель латина Тита Матриния из Сполетия в 95 году до н. э[7]. на основании закона Лициния—Муция[8][9][10]. Возможно, именно он был проскрибирован и убит в конце 82 года до н. э[11][12]., и мог приходиться отцом обвинителю Гая Юлия Цезаря в самом начале 58 до н. э[6]. Может быть отождествлён с народным трибуном 103 до н. э. Луцием Регином;
- Публий Антистий, народный трибун в 88 и плебейский эдил в 86 гг. до н. э. Зять консула 111 до н. э. и первый тесть Помпея;
- Антистия, дочь Публия Антистия и первая жена Гнея Помпея Великого;
- Гай Антистий Вет, претор в 70 и промагистрат в 69—68 гг. до н. э. (в Испании), при котором в ранге квестора служил Цезарь;
- Луций Антистий[13] (возможно, носил когномен Турпион[14][15]), народный трибун Римской республики в 58 до н. э[16].: в этой должности вместе с преторами Гаем Меммием и Луцием Домицием тщетно пытался привлечь Гая Юлия Цезаря к суду за его деятельность на посту консула[17][18];
- Гай Антистий Регин, легат Цезаря в Галлии в 53—50 гг. до н. э[19]. и адресат одного из писем Цицерона, датированного маем 49 до н. э. Мог состоять в свойстве с плебейским трибуном 103 года[20];
- Тит Антистий, квестор в Македонии в 50 до н. э.;
- Гай Антистий Вет, консул-суффект 30 до н. э.;
- Марк Антистий Лабеон, юрист, сын некоего Пакувия Лабеона[21][22];
- Гай Антистий Вет, отец консулов 23 и 28 гг.;
- Луций Антистий Вет, консул-суффект 28 года;
- Гай Антистий Вет, отец консулов 46, 50 и 55 гг.;
- Камерин Антистий Вет, консул-суффект 46 года;
- Гай Антистий Вет (ум. после 50), консул Римской империи 50 года;
- Антистий Сосиан (ум. после 62), народный трибун в 56 году и претор в 62 году;
- Луций Антистий Вет (ум. 65), консул империи 55 г. и брат ординарного консула 50 года;
- Гай Антистий Вет, сын консула 50 г.